# سيندي فابر
سيندي فابر (بالفرنسية: Cindy Fabre)‏ هي متسابقة ملكة الجمال وعارضة فرنسية، ولدت في 26 سبتمبر عام 1985 في Cosne-Cours-sur-Loire ‏ في فرنسا.